# Tāota
El tāota o pēperetō es una preparación culinaria de la Polinesia Francesa, similar al po'e o al rēti'a, hecha de almidón de yuca y/o de coco (o más raramente de mape), típicamente consumida como aperitivo.